# Chiapilla
La città di Chiapilla è a capo dell'omonimo comune, nello stato del Chiapas, Messico. Conta 3 593 abitanti, secondo le stime del censimento del 2005 e le sue coordinate sono 16°34'N 92°43'W.

Dal 1983, in seguito alla divisione del Sistema de Planeación, è ubicata nella regione economica I: CENTRO.